# Parsteinsee

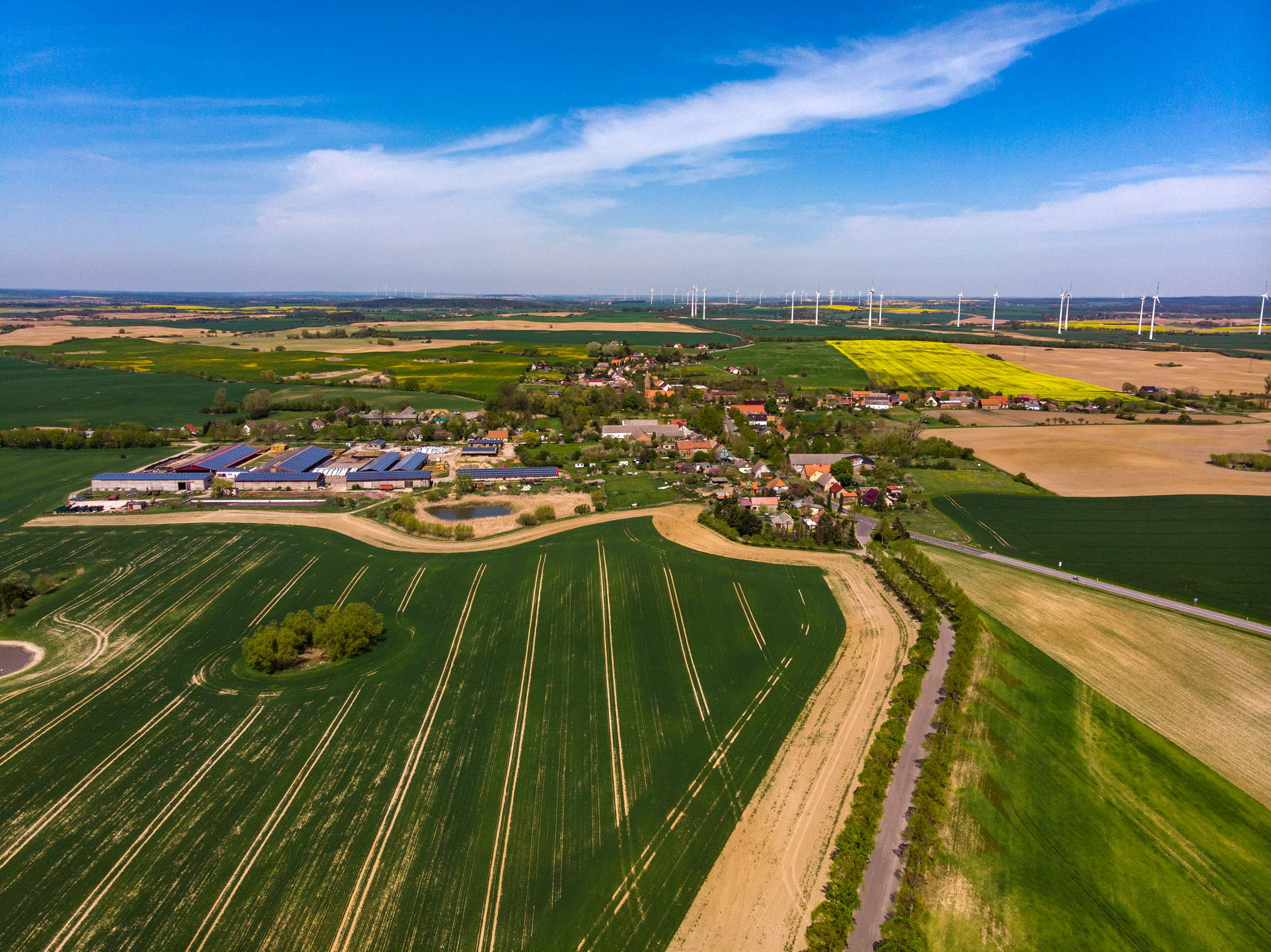
Parstein von Süden

Parsteinsee ist eine amtsangehörige Gemeinde am nordöstlichen Rand des Landkreises Barnim (Brandenburg). Sie wird vom Amt Britz-Chorin-Oderberg verwaltet.

## Geografie
Die Gemeinde liegt am östlichen Ufer des Parsteiner Sees etwa 21 Kilometer nordöstlich der Kreisstadt Eberswalde.

## Gemeindegliederung
Parsteinsee besteht aus den Ortsteilen Lüdersdorf und Parstein.

## Geschichte
Lüdersdorf und Parstein gehörten seit 1817 zum Kreis Angermünde in der Provinz Brandenburg und ab 1952 zum Kreis Eberswalde im DDR-Bezirk Frankfurt (Oder). Seit 1993 liegen beide Orte im brandenburgischen Landkreis Barnim.
Die Gemeinde Parsteinsee entstand am 1. März 2002 aus dem freiwilligen Zusammenschluss der bis dahin selbstständigen Gemeinden Lüdersdorf und Parstein.

## Bevölkerungsentwicklung
| Jahr | Lüdersdorf | Parstein |      | Jahr | Parsteinsee |
| ---- | ---------- | -------- | ---- | ---- | ----------- |
| 1875 | 522        | 528      | 2002 | 596  |             |
| 1910 | 468        | 477      | 2005 | 574  |             |
| 1939 | 508        | 382      | 2010 | 557  |             |
| 1946 | 630        | 549      | 2015 | 556  |             |
| 1950 | 689        | 574      | 2020 | 547  |             |
| 1971 | 530        | 383      | 2021 | 519  |             |
| 1990 | 373        | 291      | 2022 | 484  |             |
| 1995 | 341        | 284      | 2023 | 504  |             |
| 2000 | 316        | 300      | 2024 | 510  |             |
| 2001 | 302        | 295      |      |      |             |

Gebietsstand des jeweiligen Jahres, Einwohnerzahl: Stand 31. Dezember (ab 1991). Ab 2011 auf Basis des Zensus 2011. Ab 2022 auf Basis des Zensus 2022

## Politik

### Gemeindevertretung
Die Gemeindevertretung von Parsteinsee besteht aus acht Gemeindevertretern und dem ehrenamtlichen Bürgermeister. Die Kommunalwahl am 9. Juni 2024 führte zu folgendem Ergebnis:
| Wählergruppe                                          | Stimmenanteil | Sitze |
| ----------------------------------------------------- | ------------- | ----- |
| Interessengemeinschaft Freiwillige Feuerwehr Parstein | 63,5 %        | 5     |
| Miteinander für Parsteinsee                           | 17,0 %        | 2     |
| Alternative Wählergemeinschaft Parsteinsee            | 15,8 %        | 1     |
| Einzelwahlvorschlag Matzdorf                          | 3,7 %         | 0     |

### Bürgermeister
- 2003–2019: Hans-Jürgen Otto[9]
- seit 2019: Michael Stürmer

Stürmer wurde in der Bürgermeisterwahl am 9. Juni 2024 bei einer Gegenkandidatin mit 73,6 % der gültigen Stimmen für eine weitere Amtszeit von fünf Jahren wiedergewählt.

### Wappen
| Wappen von Parsteinsee | Blasonierung: „Schräggeteilt von Gold über Blau; oben zwei schwarze begrannte Ähren, davon die linke außen mit einem geknickten Halm, unten zwei versetzt übereinander linkshin schwimmende silberne Fische.“ |
| Wappen von Parsteinsee | Das Wappen wurde am 22. Juni 2004 durch das Ministerium des Innern genehmigt. |

### Flagge
„Die Flagge ist Blau - Weiß - Blau (1:2:1) gestreift und mittig mit dem Gemeindewappen belegt.“

## Sehenswürdigkeiten
Sehenswert sind im Ortsteil Lüdersdorf zwei denkmalgeschützte Vorlaubenhäuser (niederdt. Loewinghus), darunter eines, zu dessen Restaurierung auch die Deutsche Stiftung Denkmalschutz beigetragen hat. Alle Baudenkmale sind in der Liste der Baudenkmale in Parsteinsee und in der Liste der Bodendenkmale in Parsteinsee verzeichnet.

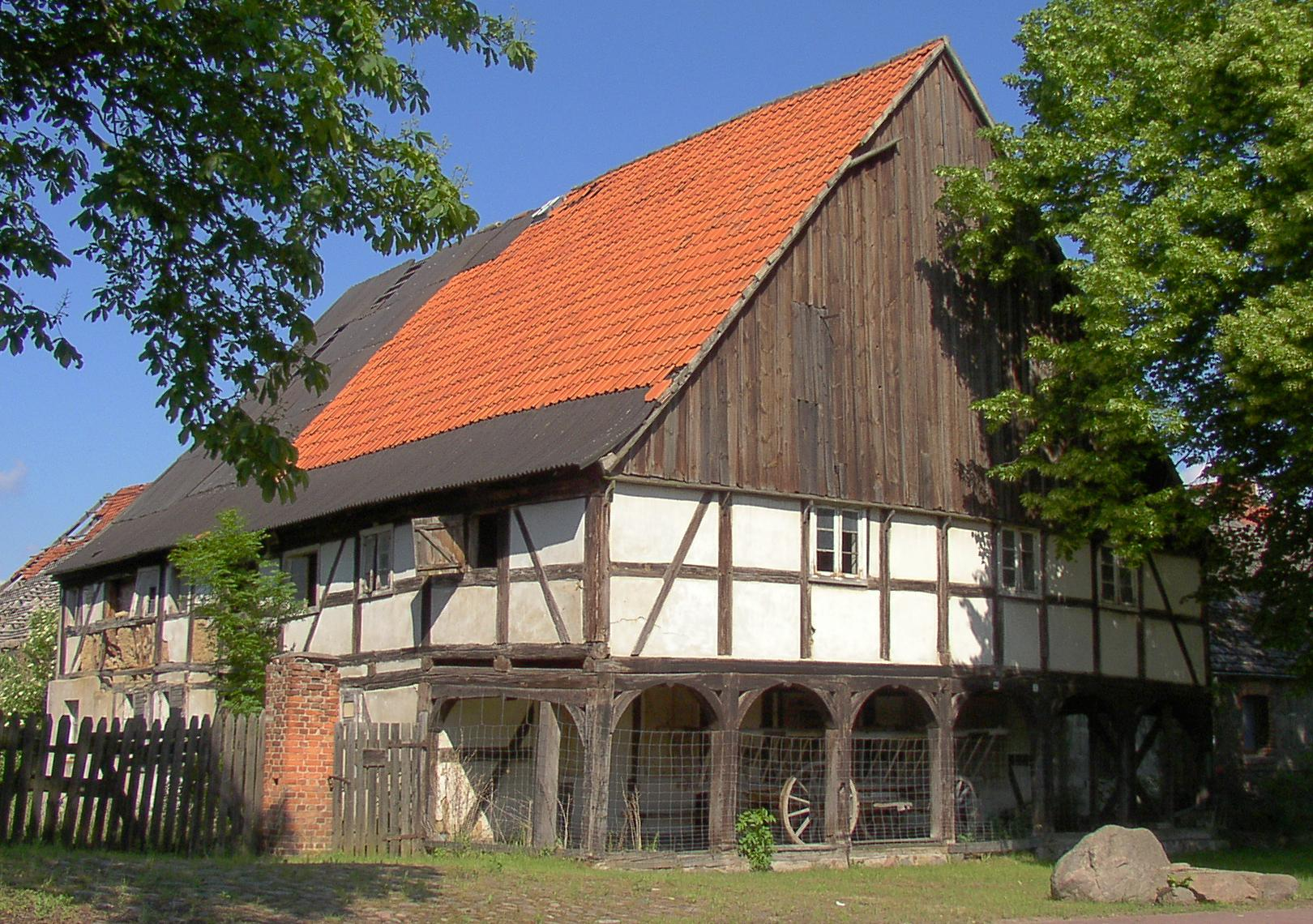
Vorlaubenhaus
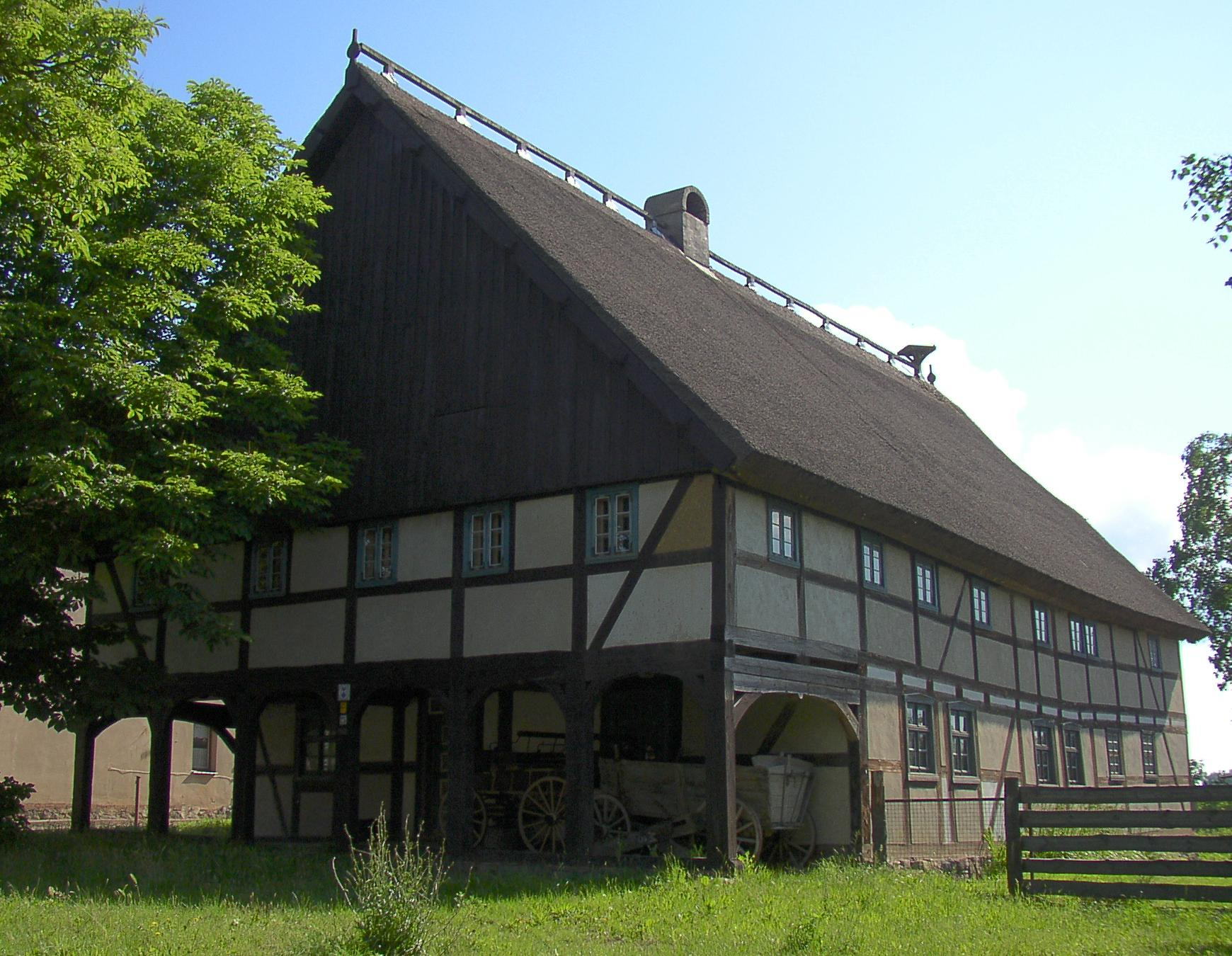
Vorlaubenhaus
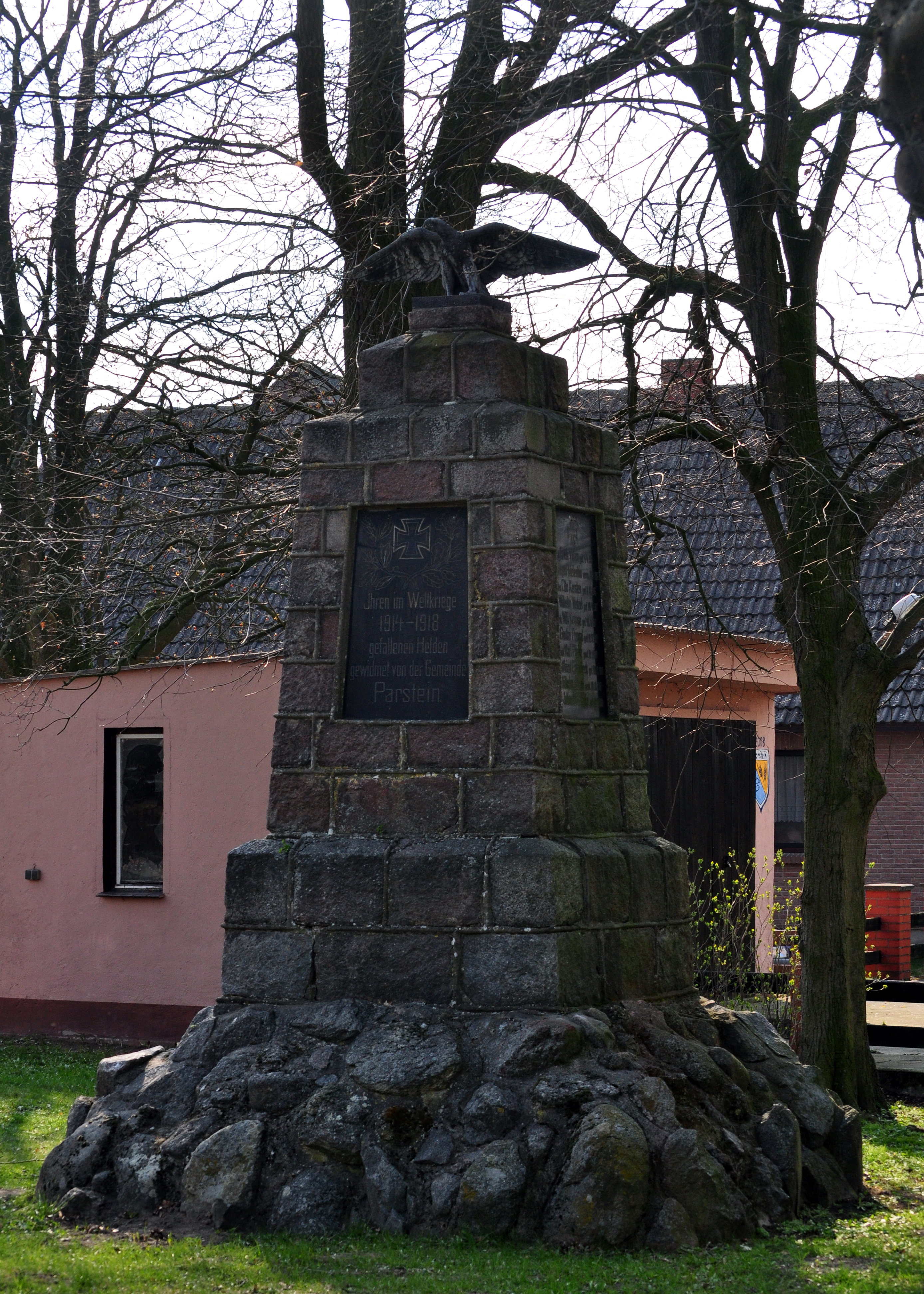
Kriegerdenkmal Parstein
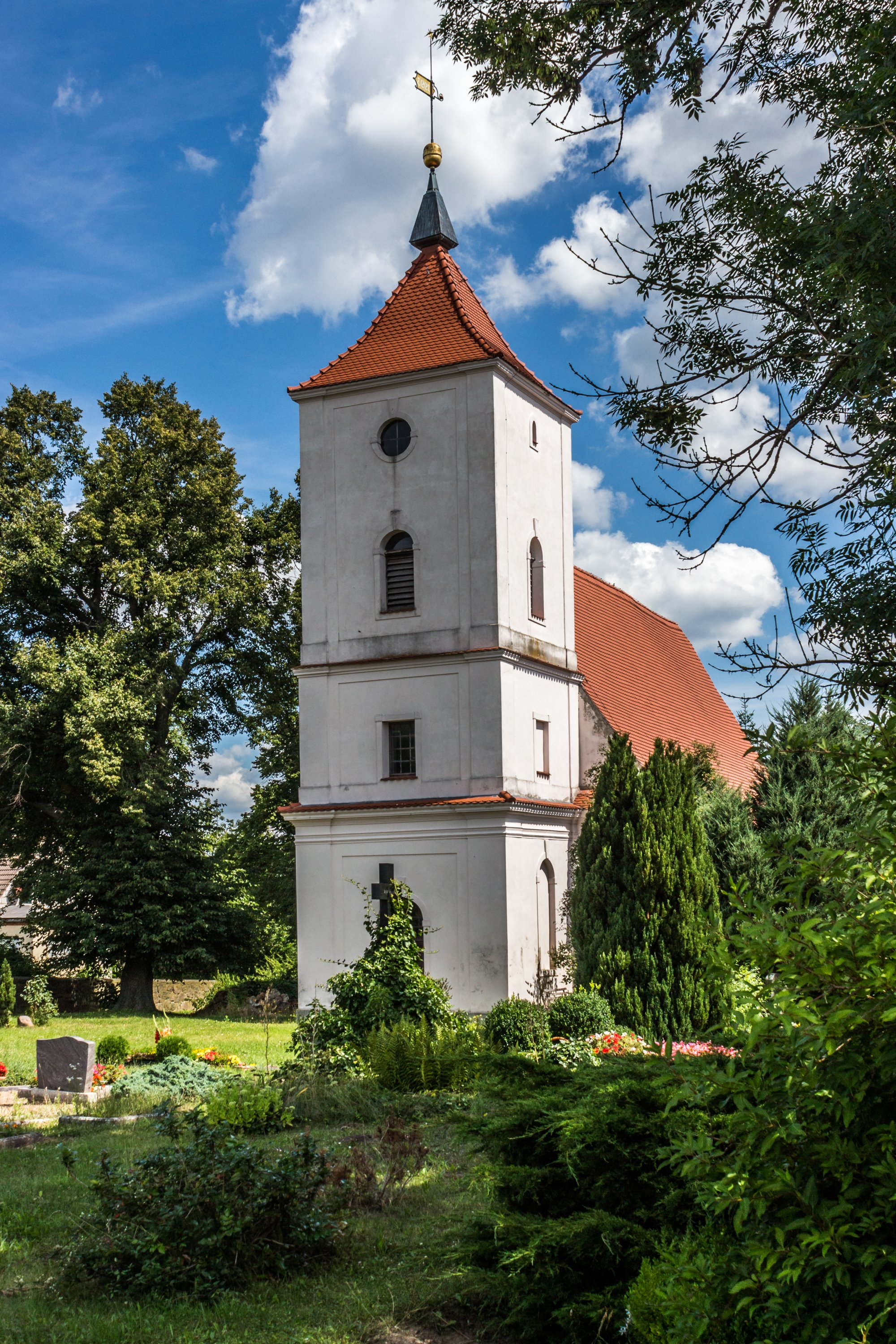
Dorfkirche Lüdersdorf
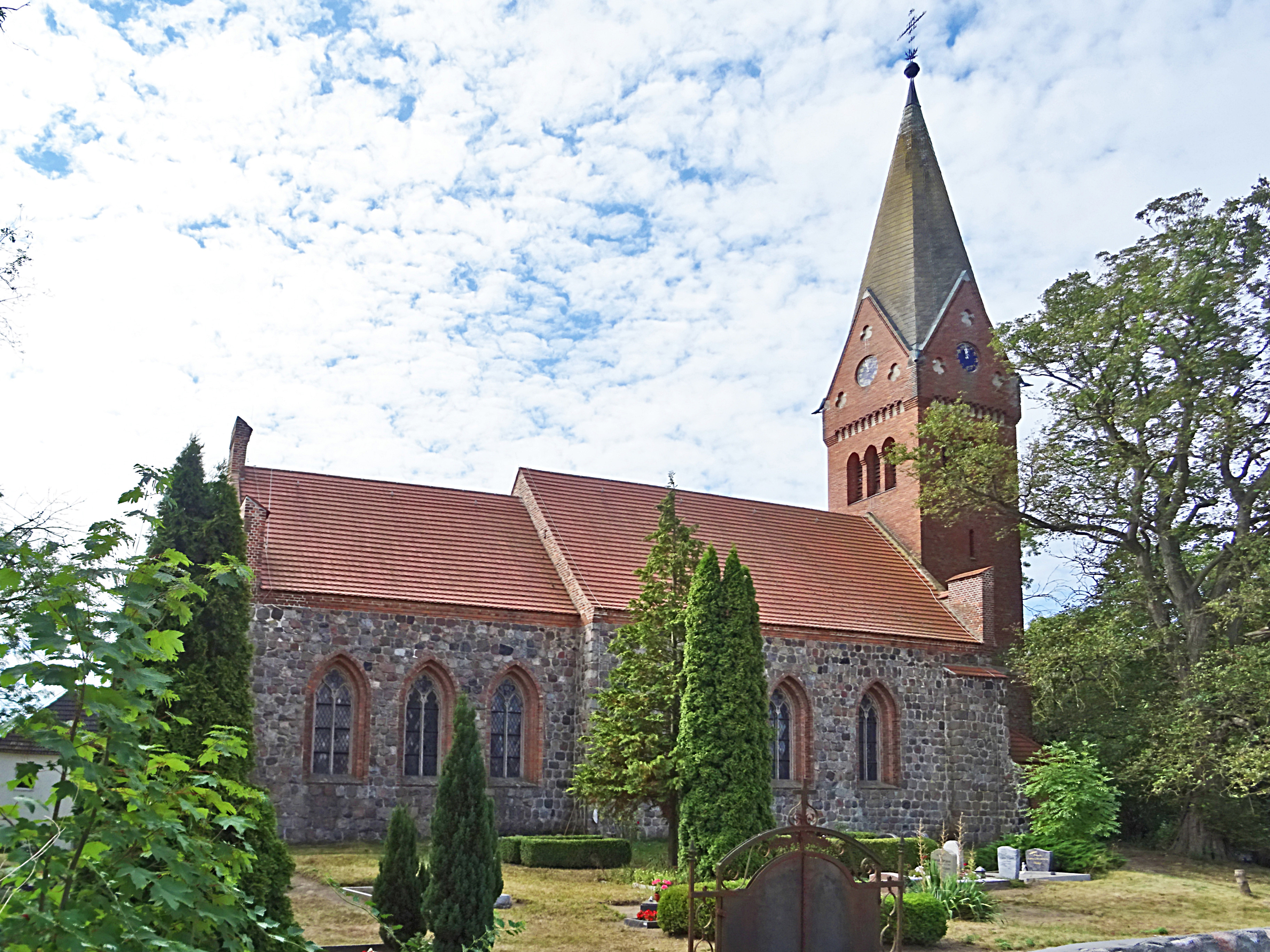
Dorfkirche Parstein

## Verkehr
Parsteinsee liegt an der B 158 zwischen Angermünde und Bad Freienwalde (Oder).
Der Bahnhof Lüdersdorf (Kr Eberswalde) lag an der Bahnstrecke Angermünde–Bad Freienwalde, auf der der Personenverkehr 1995 eingestellt wurde.

## Persönlichkeiten
- Johann Bödiker (1641–1695), Pädagoge, Prediger in Parstein
- Erich Wegner (1914–?), Politiker (DBD)
- Johannes Kersthold (* 1965), Musiker und Komponist